# 克倫族—孟族衝突
克倫族－孟族衝突是一系列發生在克倫族與孟族地方武裝之間的衝突。自1988年以來，克倫民族解放軍與孟民族解放軍不定期地發生衝突，主要集中在緬甸與泰國邊境的三塔關地區。

## 背景
近年來，主要爭議地點涉及克倫民族聯盟在新孟邦黨控制區進行的非法伐木活動。新孟邦黨曾宣布禁止伐木以防止森林砍伐。
另一個問題是三塔關周邊地區的控制權，該地區掌控了緬甸與泰國之間的貿易通道。

## 衝突發展

### 1988年首次衝突
1988年6月，克倫民族解放軍與孟民族解放軍在耶鎮區與景棲鎮區附近首次交戰。儘管民族軍聯盟（由各民族軍組成）成立了調查委員會調查此次衝突，但雙方緊張局勢仍持續升級。克倫民族解放軍還在景冒鎮區附近攻擊了新孟邦黨的一個哨所。
1988年7月23日，在克倫民族聯盟與新孟邦黨預定進行和談的前夕，雙方在三塔關發生激烈戰鬥。此戰持續了27天，造成雙方嚴重傷亡，並迫使當地居民逃離家園。民族軍聯盟再次介入結束衝突，促成雙方停火並達成共享三塔關稅收的協議。

### 2016年衝突重啟
在最初停火將近28年後，2016年9月8日，兩軍在德林達依省的耶漂鎮區因土地糾紛再次爆發衝突。一名當地村長報告稱，衝突源於克倫民族解放軍士兵未經授權靠近孟民族解放軍的一個哨所。此次短暫的戰鬥導致一名克倫士兵受傷。雙方隨後展開談判以解決衝突。
接下來幾個月，雙方因控制區域界線缺乏劃分持續發生零星衝突，並互相指責對方侵入領土。2017年1月，雙方在德林達依省政府官員的調解下進行談判以解決爭端。
2018年2月24日，雙方在孟邦耶鎮區發生小規模衝突。
2018年3月4日，兩軍在耶漂鎮區再次交火，次日於木冬鎮區發生另一場衝突。
2018年3月14日，雙方在帕亞松如會議後，正式同意達成暫時停火協議，以解決當月早些時候的衝突。

### 與民主克倫佛教軍的衝突
2019年9月17日和18日，孟民族解放軍對民主克倫佛教軍（DKBA）分裂派發動兩次攻擊。此次衝突源於孟軍要求該分裂派停止在三塔關附近設立基地的最後通牒。此次事件未報告任何傷亡，孟軍繳獲了分裂派的武器，並拘留了一些士兵，隨後於2019年9月20日釋放了被拘士兵。